# San José de las Adjuntas
San José de las Adjuntas är en ort i Mexiko.   Den ligger i kommunen San Martín Chalchicuautla och delstaten San Luis Potosí, i den sydöstra delen av landet, 230 km norr om huvudstaden Mexico City. San José de las Adjuntas ligger 91 meter över havet och antalet invånare är 235.
Terrängen runt San José de las Adjuntas är platt. Runt San José de las Adjuntas är det ganska glesbefolkat, med 34 invånare per kvadratkilometer. Närmaste större samhälle är Tempoal de Sánchez, 15,5 km nordost om San José de las Adjuntas. Omgivningarna runt San José de las Adjuntas är en mosaik av jordbruksmark och naturlig växtlighet.